# Dominique de Ménil
Dominique de Ménil, née Dominique Schlumberger (née à Paris le 23 mars 1908 et morte à Houston, à l'âge de 89 ans, le 31 décembre 1997), est une collectionneuse d'art franco-américaine, fondatrice de la Menil Foundation et la Menil Collection de Houston. Elle est l'une des héritières de la société multinationale pétrolière Schlumberger créée par son père. 

## Biographie
Dominique de Ménil est la fille du scientifique alsacien et protestant Conrad Schlumberger et de Louise Delpech. Elle étudie la physique et les mathématiques à la Sorbonne en 1927-1928. Elle rencontre le banquier catholique Jean Menu, baron de Ménil en 1930 lors d'un bal à Versailles. Elle l'épouse l'année suivante et se convertit au catholicisme. Cinq enfants naissent de ce mariage. 
Les époux Ménil sont influencés par le fameux prêtre dominicain, le R.P. Couturier, qui s'intéresse à la place de l'art contemporain au sein de l'Église catholique. 
En 1941, après que Dominique de Ménil a séjourné à Clairac (village d'origine de sa mère, en Lot-et-Garonne), la famille quitte la France, occupée par l'Allemagne hitlérienne, et s'installe aux États-Unis, à New York puis à Houston, siège du quartier général des Schlumberger. 
Les Ménil rassemblent une grande collection d'art moderne et contemporain, d'abord abritée dans la maison qu'ils font construire à Houston par l'architecte Philip Johnson. Cette maison accueille par ailleurs de nombreux artistes, écrivains, cinéastes, savants, religieux et hommes politiques.

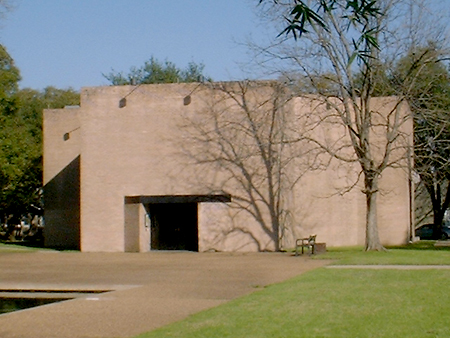
Extérieur de la chapelle Rothko, en 2004.

La collection, qui commence avec l'achat d'une petite aquarelle de Paul Cézanne en 1945, est surtout dédiée à la peinture moderne européenne et américaine. Elle comprend des œuvres de Jackson Pollock, Barnett Newman, Clyfford Still, Robert Motherwell, Willem de Kooning, Cy Twombly et Mark Rothko. Les Ménil font construire la chapelle Rothko, un sanctuaire dédié à toutes les confessions et où sont organisés des colloques. 
Dominique de Ménil s'engage également dans des causes humanitaires et fonde, avec le président Jimmy Carter, la Fondation Carter-Menil des droits de l'Homme. Nelson Mandela en reçoit le premier prix. 
Jean de Ménil (devenu John de Menil après sa naturalisation américaine) meurt en 1973. Dominique de Ménil poursuit, après la mort de celui-ci, leur idée commune de fonder un musée. Le projet est confié à l'architecte Renzo Piano, co-auteur du centre Georges Pompidou à Paris. Le bâtiment est inauguré en 1987. 
La Fondation Ménil établit par ailleurs le catalogue des œuvres de René Magritte (par David Sylvester) et de Max Ernst (par Werner Spies). 
Une sélection d'œuvres de la collection Ménil est exposée au Grand Palais à Paris en 1984. 
Le gouvernement français décerne alors à Dominique de Ménil le titre de chevalier des Arts et des Lettres. Le président Ronald Reagan lui confère, deux ans plus tard, la médaille des Arts.

## Distinctions
- Chevalier de l'ordre des Arts et des Lettres

## Source
- John Russel, « Dominique de Menil, 89, dies; Collector and Philanthropist », The New York Times, mardi 1er janvier 1998